# Jaguar R3
Chronologie des modèles (2002)
Jaguar R2 Jaguar R4
La Jaguar R3 est la monoplace de Formule 1 engagée par l'écurie Jaguar Racing lors de la saison 2002 de Formule 1. Elle est pilotée par le Britannique Eddie Irvine et l'Espagnol Pedro de la Rosa. Les pilotes d'essais sont l'Allemand André Lotterer et l'Australien James Courtney. Elle est présentée le 4 janvier 2002 par Malcolm Oastler, le concepteur de la monoplace, et le directeur de l'écurie, le triple champion du monde de Formule 1 Niki Lauda.

## Historique

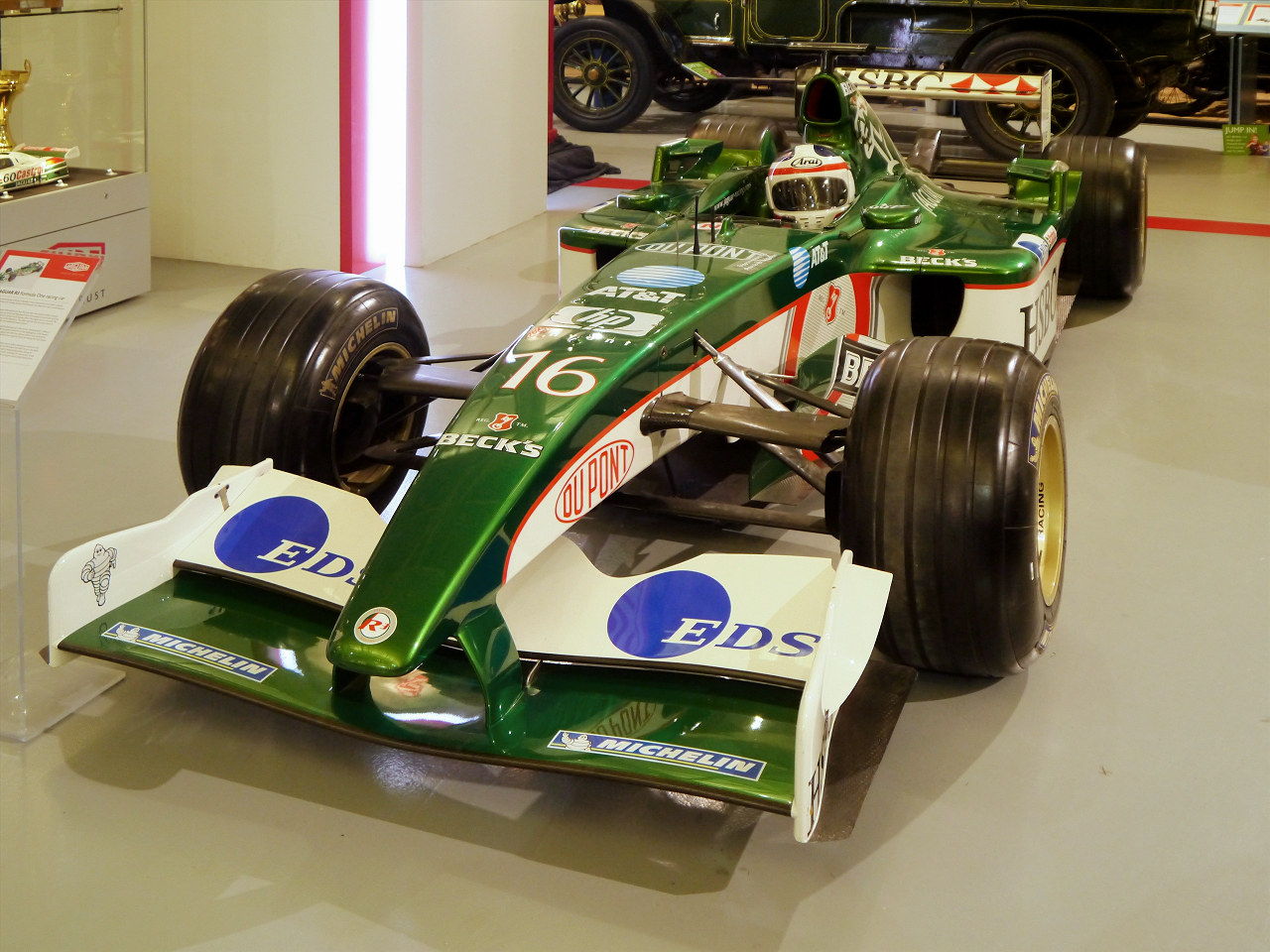
L'avant de la Jaguar R3 d'Eddie Irvine en exposition.

Première monoplace testée dans la nouvelle soufflerie de Bicester en Angleterre, la Jaguar R3, censée marquer un pas en avant par rapport à la Jaguar R2, s'avère être une catastrophe lors des essais hivernaux, la monoplace manquant d'adhérence et de vitesse. De plus, la R3 manque de fiabilité, notamment à cause du moteur Ford-Cosworth qui est souvent victime de casse.
La saison commence avec une quatrième place d'Eddie Irvine lors de la manche inaugurale en Australie. Après ce coup d'éclat, les Jaguar stagnent dans le milieu du classement lorsqu'elles ne sont pas contraintes à l'abandon : les monoplaces anglaises subissent trois doubles abandons consécutifs entre le Grand Prix de Saint-Marin et le Grand Prix d'Autriche, puis s'ensuivent six autres abandons consécutifs pour Eddie Irvine qui réussit à obtenir une troisième place au Grand Prix d'Italie.
À la fin de la saison, Jaguar Racing termine septième du championnat des constructeurs avec huit points, tous marqués par Eddie Irvine. Ce dernier met fin à sa carrière tandis que Pedro de la Rosa n'est pas conservé, et Niki Lauda est limogé.

## Résultats en championnat du monde de Formule 1

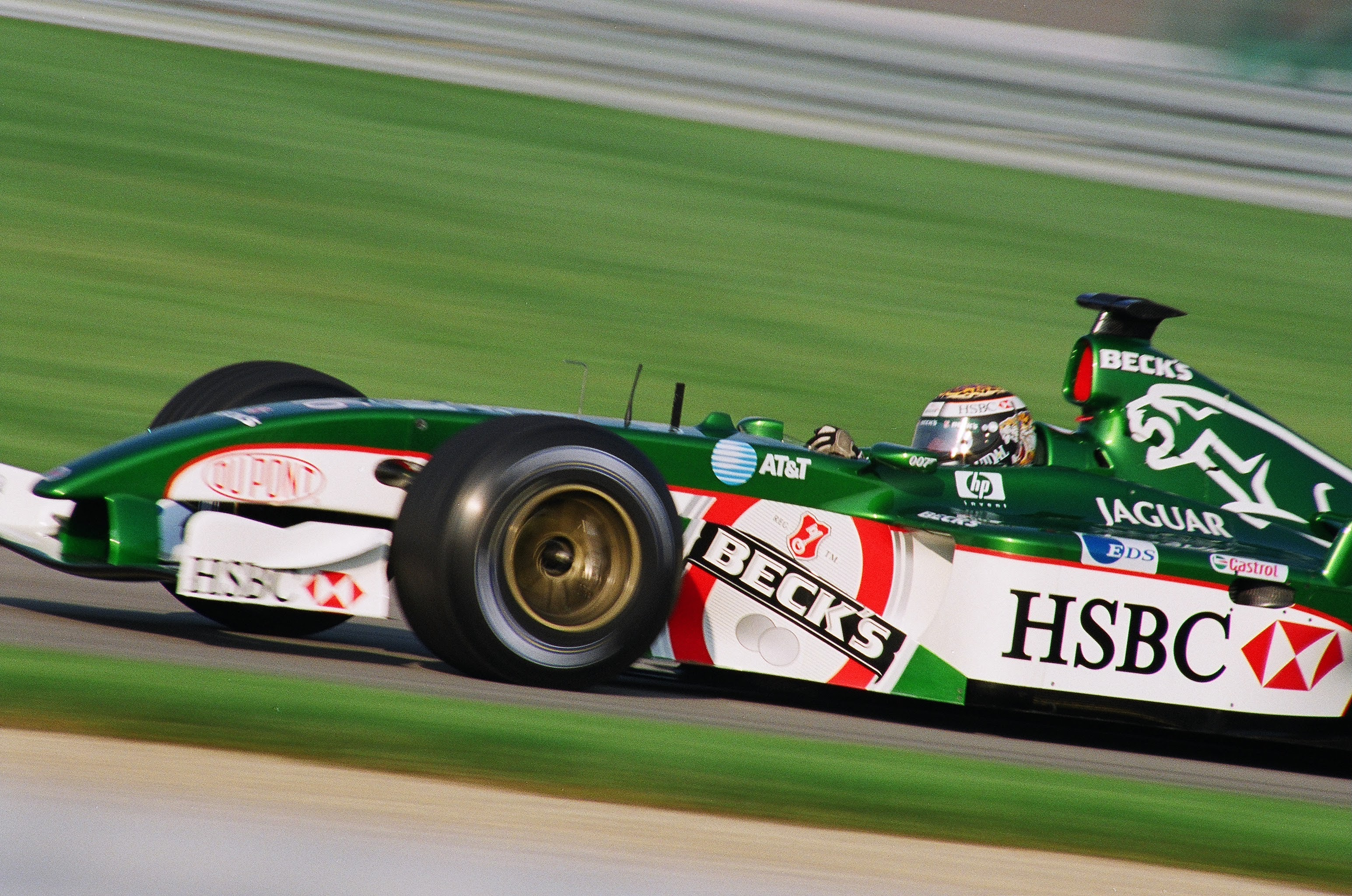
Eddie Irvine à bord de la Jaguar R3 lors du Grand Prix des États-Unis 2002

| Saison | Écurie        | Moteur                        | Pneus    | Pilotes          | Courses | Courses | Courses | Courses | Courses | Courses | Courses | Courses | Courses | Courses | Courses | Courses | Courses | Courses | Courses | Courses | Courses | Points inscrits | Classement |
| Saison | Écurie        | Moteur                        | Pneus    | Pilotes          | 1       | 2       | 3       | 4       | 5       | 6       | 7       | 8       | 9       | 10      | 11      | 12      | 13      | 14      | 15      | 16      | 17      | Points inscrits | Classement |
| ------ | ------------- | ----------------------------- | -------- | ---------------- | ------- | ------- | ------- | ------- | ------- | ------- | ------- | ------- | ------- | ------- | ------- | ------- | ------- | ------- | ------- | ------- | ------- | --------------- | ---------- |
| 2002   | Jaguar Racing | Ford-Cosworth CR-3 / CR-4 V10 | Michelin |                  | AUS     | MAL     | BRÉ     | SMR     | ESP     | AUT     | MON     | CAN     | EUR     | GBR     | FRA     | ALL     | HON     | BEL     | ITA     | USA     | JAP     | 8               | 7e         |
| 2002   | Jaguar Racing | Ford-Cosworth CR-3 / CR-4 V10 | Michelin | Eddie Irvine     | 4e      | Abd     | 7e      | Abd     | Abd     | Abd     | 9e      | Abd     | Abd     | Abd     | Abd     | Abd     | Abd     | 6e      | 3e      | 10e     | 9e      | 8               | 7e         |
| 2002   | Jaguar Racing | Ford-Cosworth CR-3 / CR-4 V10 | Michelin | Pedro de la Rosa | 8e      | 10e     | 8e      | Abd     | Abd     | Abd     | 10e     | Abd     | 11e     | 11e     | 9e      | Abd     | 13e     | Abd     | Abd     | Abd     | Abd     | 8               | 7e         |

Légende : ici 